# Domenico Guidi
Domenico Guidi (1625 – 1701) foi um famoso escultor italiano do Barroco.

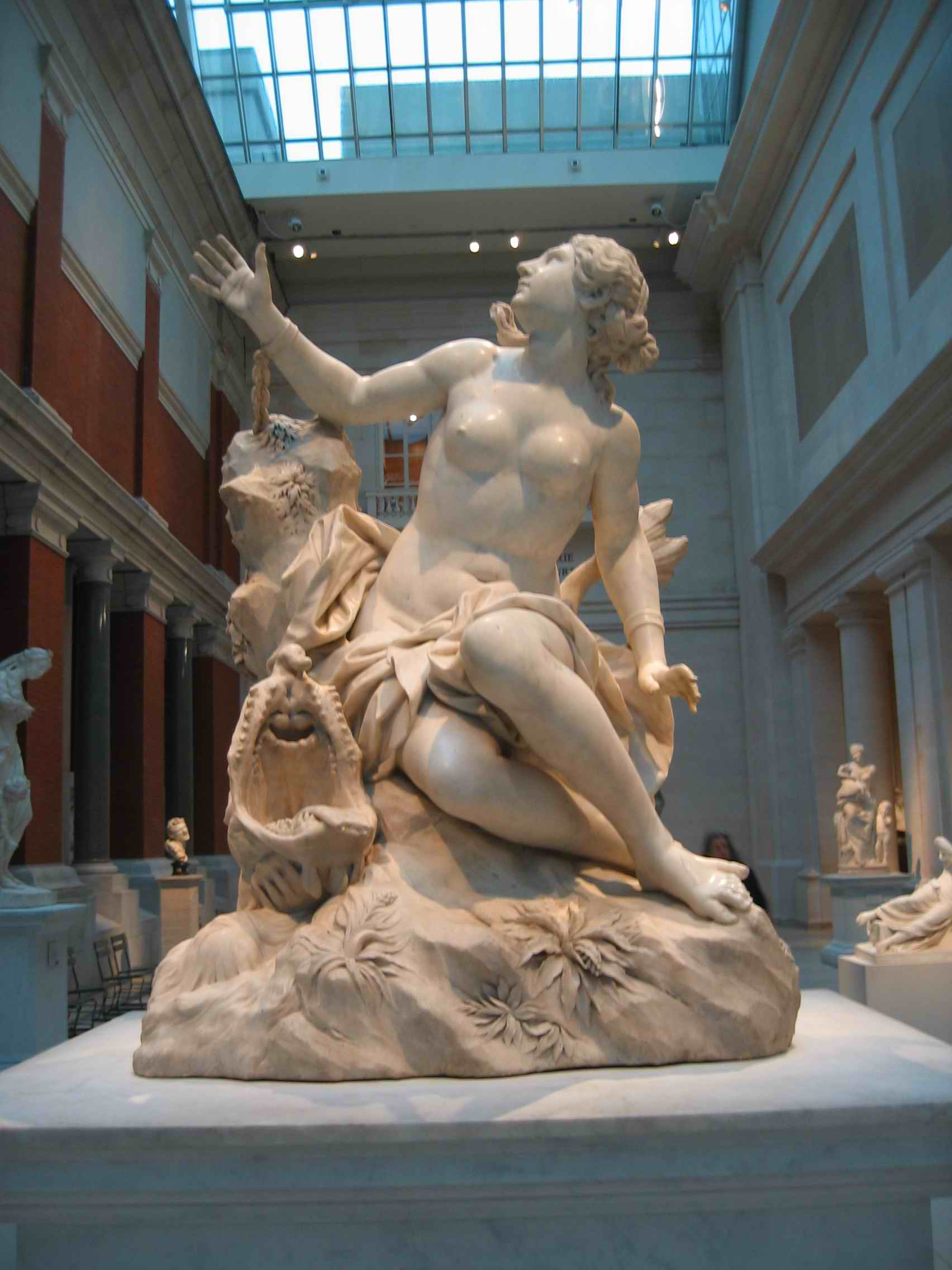
Andrômeda e o Monstro do Mar

Nascido em Carrara, Guidi seguiu seu tio, o famoso escultor Giuliano Finelli para Nápoles. Sendo sobrinho de um escultor que tinha uma notória briga com Bernini, não é surpreendente que Guidi nunca tenha sido empregado pelo mestre. Ao invés disso, em Nápoles, entrou para a oficina de um de seus concorrentes, Alessandro Algardi, onde permaneceu por sete anos. Trabalhou em projetos como outro aluno de Algardi, Ercole Ferrata. Por exemplo, os dois ajudaram a finalizar a obra de seu mestre, A Visão de São Nicolau, na San Nicola da Tolentino.

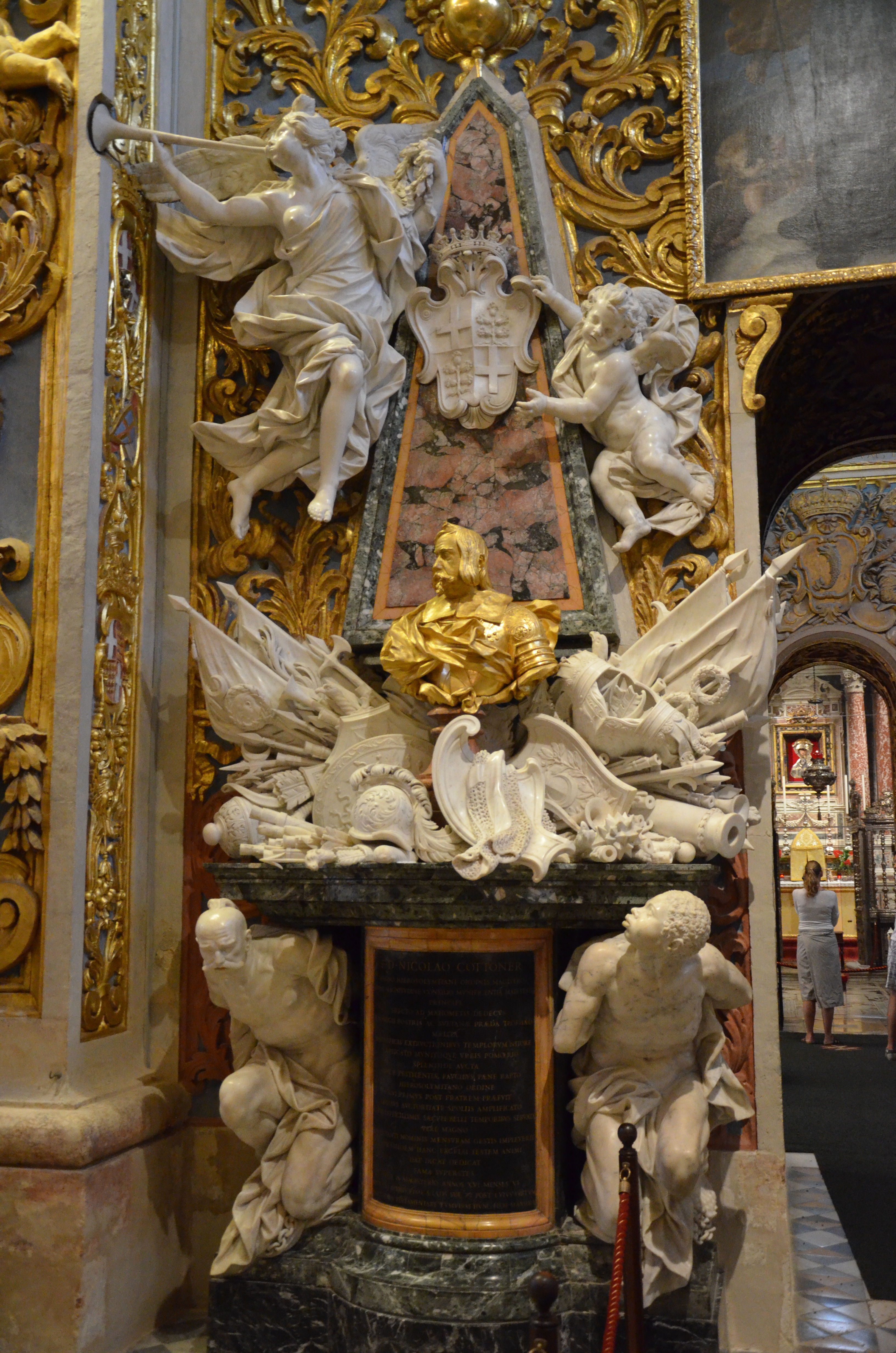
Monumento ao Grande Mestre Nicolas Cotoner por Domenico Guidi, na capela de Aragão, Co-Catedral de São João, em Valleta, Malta.

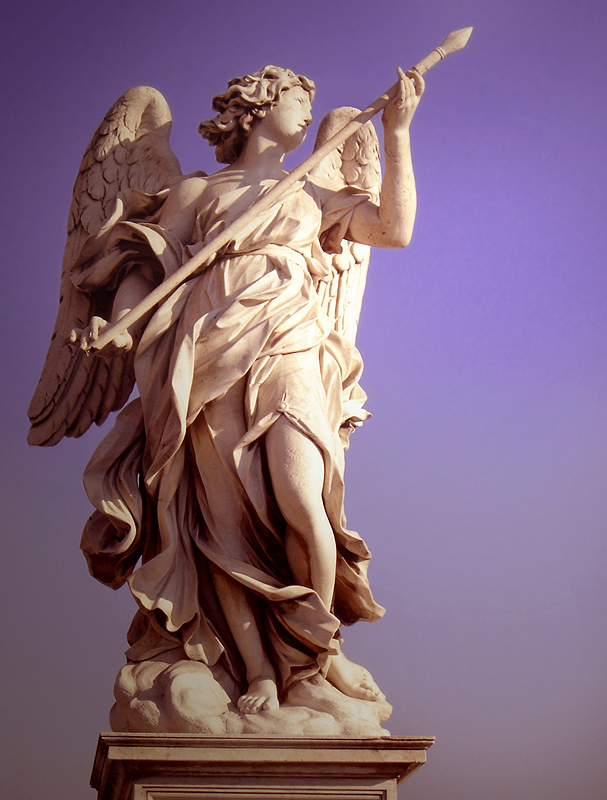
Anjo com lança

Guidi tornou-se independente com a morte de Algardi em 1654. Trabalhou também com o escultor francês Pierre-Étienne Monnot. Recebeu até mesmo uma encomenda do próprio Bernini: a escultura de um dos anjos da Ponte Sant'Angelo.